# Cougar Peak Lookout
Le Cougar Peak Lookout est une tour de guet du comté de Sanders, dans le Montana, aux États-Unis. Situé à 2 040 mètres d'altitude dans les montagnes Cabinet, il est protégé au sein de la forêt nationale de Lolo. Construit en 1952, il est inscrit au Registre national des lieux historiques depuis le 6 août 2018.